# Delft3d
Delft3D é um software de código aberto utilizado para modelagem hidrodinâmica. É amplamente usado pela comunidade de modelagem para responder a problemas e pesquisas em ambientes costeiros e de rios. 
As aplicações do Delft3D incluem:  
- Modelagem Hidrodinâmica
- Modelagem de Ondas[3]
- Modelagem de Qualidade de Água [4]
- Modelagem Ecológica [5]
- Modelagem de Dispersão [6]